# John Cook (cineasta)
John Cook (26 de noviembre de 1935 - 21 de septiembre de 2001) fue un cineasta austriaco.

## Biografía
Cook nació en Toronto, Ontario, Canadá, abandonó sus estudios de derecho a principios de 1958, viajó por Europa y se instaló en París, donde trabajó como fotógrafo profesional en revistas de publicidad y de moda internacional. En 1968 se mudó a Viena, ciudad con la que conectó hasta el punto de referirse a sí mismo como "vienés por elección". Poco conocido en su Canadá natal, Cook sin embargo y a pesar de su escasa filmagrafía, es considerado una importante figura del cine austriaco.
En 1984, Cook dejó Viena y se estableció Arlés en el sur de Francia, donde produjo otra película a comienzos de los 90. Murió inesperadamente de un derrame cerebral en 2001. Cook es padre del guitarrista canadiense Jesse Cook.

## Filmografía
- José Manrubia Novillero d'Arles. L'apprentissage d'un matador de toros (1990/96)
- Artischocke (1982)
- Schwitzkasten  (1978)
- Langsamer Sommer  (1976)
- Ich schaff's einfach nimmer (1973)